# روی رابرتس
روی رابرتس (انگلیسی: Roy Roberts؛ ۱۹ مارس ۱۹۰۶ – ۲۸ مهٔ ۱۹۷۵) یک هنرپیشه اهل ایالات متحده آمریکا بود.
او در فیلم قوی‌ترین مرد جهان بازی کرده است.